# A Romance of Wastdale
A Romance of Wastdale é um filme de aventura britânico de 1921, dirigido por Maurice Elvey e estrelado por Milton Rosmer. Foi baseado no romance homônimo de A. E. W. Mason.

## Elenco
- Milton Rosmer - David Gordon
- Valya Venitskaya - Kate Nugent
- Fred Raynham - Austin Hawke
- Irene Rooke - Sra Jackson